# حامل الأكياس
حامل الأكياس أو كوليفورا (الإسم العلمي:Coleophora)، هو جنس من العثث يتبع فصيلة الكوليوفوريدي، يحتوي على 1350 نوع، وتتواجد في جميع القارات، تتغذى على بذور النباتات والأوراق.

## معرض صور

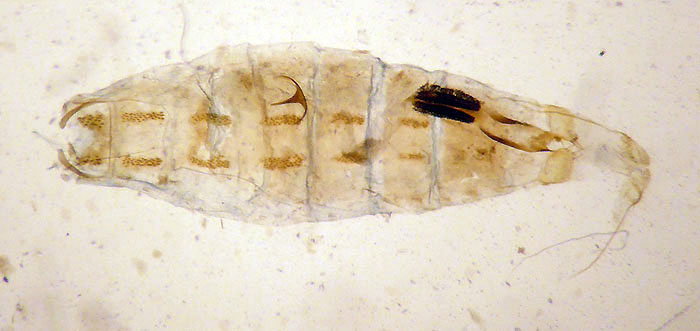
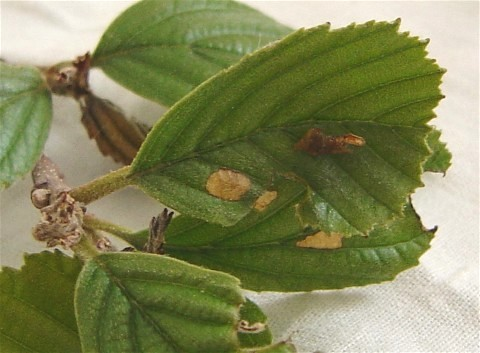
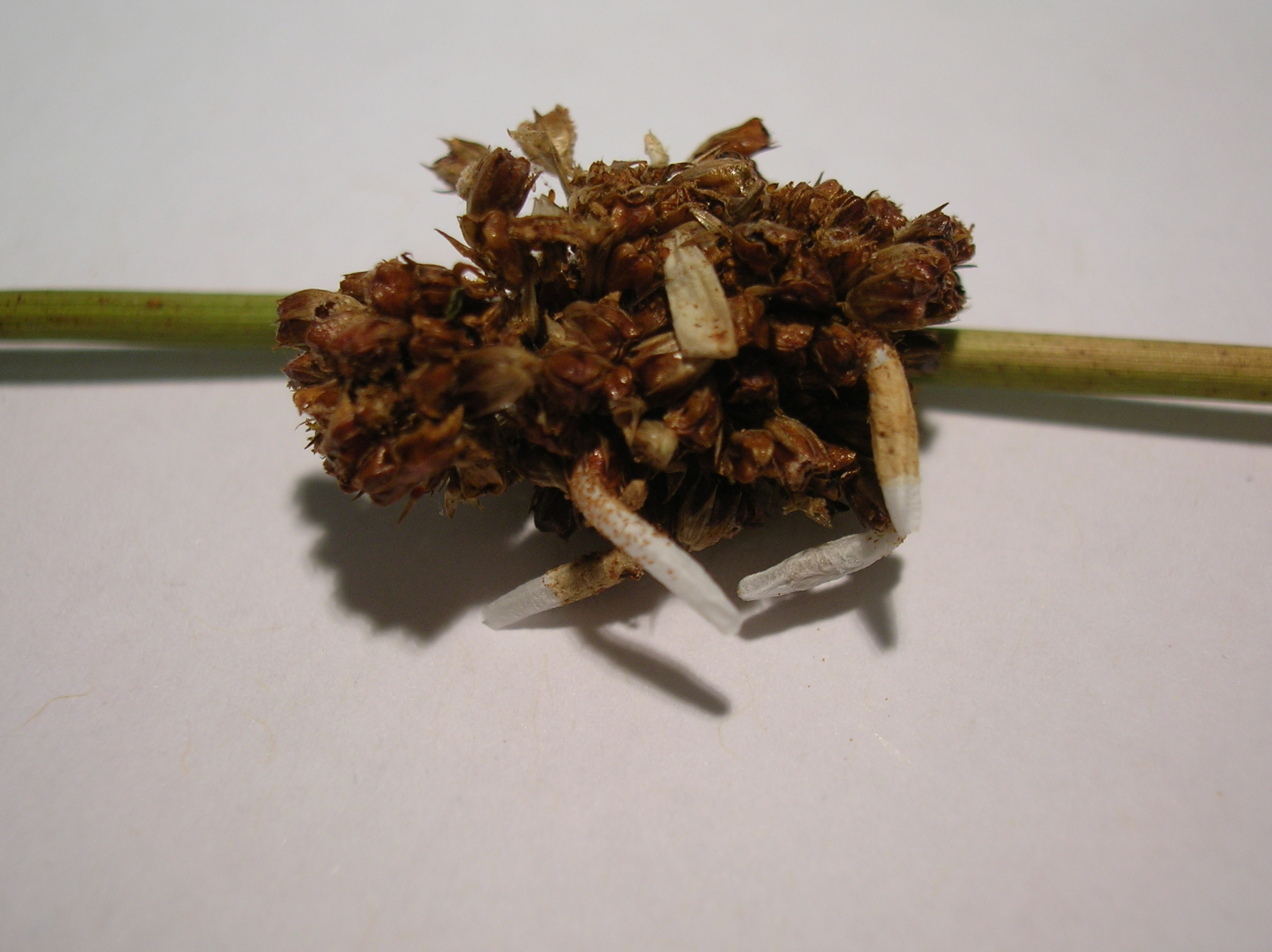
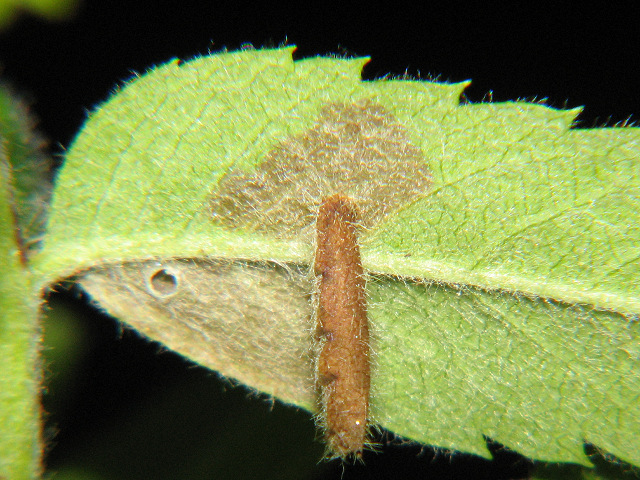